# Lady Shiva
Lady Shiva (nombre real Sandra Woosan, Sandra San, o, más recientemente,  Sandra Wu-San) es una personaje china-japonesa, cocreada por Dennis O'Neil y Ric Estrada y que aparece en historietas publicadas por DC Comics. Lady Shiva apareció por primera vez en Richard Dragon, Kung Fu Fighter. Con el tiempo, se ha llegado a asociar más estrechamente con Batman y personajes relacionados, tanto como enemiga y aliada. Lady Shiva es una gran maestra de artes marciales y una de las combatientes más hábiles de todo el Universo DC. Es una asesina a sueldo, que se especializa en matar a sus víctimas con sus propias manos y es la madre de Cassandra Cain, también conocida como Batgirl y Huérfana.

## Biografía del personaje ficticio

### Volviéndose Lady Shiva

#### Precrisis
Sandra Woosan es presentada por primera vez como un antagonista del artista marcial Richard Dragon, creyéndolo ser un espía responsable por el asesinato de su hermana Carolyn. En realidad, el asesinato de Carolyn fue orquestado por Guano Cravat, un empresario corrupto cuyas ambiciones criminales habían sido frustradas por Dragon. Cravat convenció a Woosan que Dragon mató a Carolyn, enfrentándola deliberadamente contra Dragon en un acto de venganza.
Con el fin de vengar a su hermana, Woosan se convierte en una combatiente maestra. Durante el curso de su formación, descubre que es un prodigio, dominando rápidamente varias artes marciales y, finalmente, apodándose «Lady» Shiva.
Cuando Shiva rastrea a Dragon y lo atrae a la guarida de Cravat, Dragon revela el engaño de Cravat. El Suizo, el verdadero asesino de Carolyn y subordinado de Cravat, ya había muerto en la batalla con Dragon, volviendo irrelevante la venganza de Shiva.
Después, ella toma brevemente la lucha contra el crimen con Dragon y a su compañero artista marcial Ben Turner, para aliviar sus sentimientos de falta de propósito, diciendo: "Tolero a Dragon porque el peligro parece aferrarse a él como moscas en la miel ... ¡y sin peligro mi vida está vacía!"  Dragon, esperando que pudiera seguir su ejemplo y utilizar sus habilidades para el bien, la induce a explorar el lado espiritual de las artes marciales, sin éxito aparente. Cuando los tres toman caminos distintos, Shiva comienza una existencia errante, entrenándose más y finalmente apostando sus habilidades en una carrera como maestra asesina.

#### Poscrisis
Shiva nació en un barrio marginal, en un país desconocido, y se crio para ser una guerrera y protectora del pueblo. Finalmente, Shiva huyó del pueblo con su hermana. Años más tarde, cuando la heroína Canario Negro visita el pueblo para experimentar la formación de Shiva, una niña de la aldea llamada Sin es rehén de los habitantes del pueblo, con la promesa de que si Canario no llega a ser la guerrera-protectora de la aldea, Sin tomará su lugar, lo que sugiere que la hermana de Shiva fue utilizada una vez de una manera similar. Hablando sobre su infancia, Sin dice que la Liga de Asesinos de Ra's al Ghul gobernó la aldea donde ella y Shiva nacieron y se criaron.
Las hermanas se mudaron a Detroit, Míchigan, usando los nombres de Sandra y Carolyn Wu-San. Allí, dedicaron su tiempo a practicar las artes marciales. Debido a la corta edad de las chicas, el talento y el vínculo único como hermanas, su práctica se convirtió en un lenguaje secreto y perfeccionado que solo ellas podían compartir. Por amor a su hermana, Sandra se retuvo en sus mástiles con Carolyn. El asesino David Cain vi esta moderación en Sandra un día, cuando él visitó Detroit para ver a las hermanas trabajar. Considerando a Sandra un alma gemela, Cain asesinó a Carolyn, con el fin de eliminar la obstrucción que embotaba el verdadero potencial de Sandra.
Al descubrir que David Cain había matado a su hermana, Sandra lo cazó, solo para ser atraída a una emboscada por la Liga de Asesinos de Ra's al Ghul, de la que Cain era miembro. En el fragor de una batalla perdida, Sandra se dio cuenta de cómo Carolyn la había contenido , y cuánto potencial sin explotar que tenía. Cain le perdonó la vida, y, a cambio, Sandra acepta darle a Cain una hija, y se la deja para que la críe. La niña, Cassandra Cain, iba a ser "Aquella que es todo" de Ra's al Ghul, un guardaespaldas perfeccionado, cuya única forma de comunicación era la alfabetización en el lenguaje corporal, y cuyo único instinto era para el combate cuerpo a cuerpo. Con Carolyn muerta, Cassandra y Sandra fueron los únicos dos humanos conocidos que comparten este regalo. El día del nacimiento de Cassandra, Sandra se propuso renacer como Lady Shiva: creadora y destructora.

#### Canonicidad
Debido a las revelaciones en el último número de Batgirl (volumen #73, febrero de 2006, ver Cassandra Cain), la relativa canonicidad Post-Crisis de Guano Cravat y Richard Dragon en la historia de Shiva permanece en cuestión, como Sandra parece saber de inmediato la identidad del asesino de su hermana, y su decisión de convertirse en Lady Shiva proviene enteramente de los eventos relacionados con la muerte de su hermana y el nacimiento de su hija, en lugar de una rivalidad con Dragon.

### Asesina profesional

#### Conociendo a la Pregunta
Durante su tiempo con Richard Dragon, Shiva se vuelve adicta al combate y situaciones de vida o muerte. Ya como una artista marcial muy lograda, Shiva se contrata a sí misma como mercenario para recuperar la emoción y financiar la formación continua. Sus considerables habilidades le permiten pedir un alto precio por sus servicios, y ella pronto se hace muy buscada.
Shiva es finalmente contratada por el Reverendo Hatch, el adjunto corrupto al alcalde de Hub City, para luchar al justiciero enmascarado problemático la Pregunta. Ella lo derrota con facilidad, pero en lugar de hacer que Shiva lo mate, Hatch en su lugar hace que sus hombres golpeen a la Pregunta, le disparen en la cabeza con una pistola de aire, y lo vierten en el río. Al ver "una pasión por el combate" en el héroe, Shiva rescata a un Pregunta casi muerto, y lo lleva al refugio de montaña de Richard Dragon, para darle una oportunidad de realizar su potencial. En su identidad civil como Victor Sage, la Pregunta entra en la tutela de Dragón, entrenando en combate y someterse a un despertar espiritual.
Al dejar a Dragon, Sage se reúne con Shiva, quien le ordena luchar contra ella. Ella termina la pelea después de unos pocos movimientos, y confirma sus sospechas de una "pasión de guerrero" en él, porque estaba dispuesto a luchar contra ella, incluso después de su anterior derrota aplastante. Sin embargo, influenciado por la filosofía de Dragón, Sage propone que simplemente tenía "curiosidad" de lo que pasaría si lucharan de nuevo. Shiva se va sin decirle a Sage por qué lo salvó, y Sage vuelva a adoptar la identidad de la Pregunta, regresando a Hub City.

#### Shiva y O-Sensei
Shiva finalmente viaja a Manchuria para visitar a su padrino, el O-Sensei, exinstructor de Richard Dragon y Bronze Tiger. Después de vivir más de 150 años, finalmente ha decidido morir. Pretende cumplir una promesa a su esposa, y ser enterrado junto a ella, pero la familia de su mujer había escondido sus restos para castigarlo por abandonarla. El O-Sensei hace que Shiva seleccione tres guerreros que le ayudarán en la búsqueda de sus restos: la Pregunta, Flecha Verde, y Batman. Renuente a reconocer el deseo de muerte de O-Sensei, Shiva expresa su ambivalencia tanto verbal como físicamente, sin necesidad de aplicar fuerza letal en las batallas contra los asesinos de O-Sensei.
Shiva y el O-Sensei luego viajan a City Hub, reuniéndose con la Pregunta, que, a su vez, medió en el primer encuentro de Shiva con Batman. Obligada a probar su habilidad, Shiva lucha inmediatamente el vigilante solo para ser detenida por el O-Sensei. Ellos, sin embargo, convencen a Batman para que les ayude.
En su búsqueda de Flecha Verde, Shiva encuentra traficantes de esclavos, matando a todos excepto uno, quien la corta con éxito; ella le recompensa con un beso en la frente. Después de localizar a Flecha Verde, conoce a Canario Negro por primera vez, y se entrena con el héroe. Aunque Canario no lo sabía en ese momento, las dos habían estudiado bajo el Sensei Otomo, aunque no al mismo tiempo.
Después de reclutar a Flecha Verde, Shiva regresa a Hub City, y salva a la Pregunta de un ataque de los antiguos empleados del ahora muerto Reverendo Hatch. Shiva mata a los hombres, que habían estado tras una fortuna en malversar fondos almacenados en la casa abandonada de Hatch, y prende fuego al dinero. Más tarde, ella cuida al anciano amigo de la Pregunta, Tot, hasta curarse. Si bien la Pregunta se rompe la cabeza sobre su naturaleza inescrutable y violenta, ella confiesa que el O-Sensei era "el hombre al que estoy segura que no le haría daño si me besara."
Cuando Batman descubre que los restos de la esposa del O-Sensei han sido trasladados a una pequeña isla, Shiva, el O-Sensei, Flecha Verde, y la Pregunta partieron hacia la isla, solo para ser atrapados en una tormenta. El O-Sensei se pierde por la borda, pero el grupo descubre que los restos de su esposa igualmente se habían extraviado, años antes en el transporte, cumpliendo la promesa de O-Sensei.

#### Hacia Sodoma y Gomorra
Cuando Hub City cayó víctima de la rápida y sistémica decadencia urbana,  Shiva vuelve a ofrecer sus servicios a una de las bandas dominantes, pero en su lugar mata a los miembros para enviar a los hombres "no calificados" para matarla. Al encontrarse con la Pregunta,, ella queda consternada al descubrir que su estancia en Hub City había atrofiado sus habilidades de combate. Sin embargo, repetidamente lo salva a él y a su amante, la alcaldeza Myra Fermin, de los asesinos.
Ella desaparece algún tiempo después, solo para reaparecer saliendo de un helicóptero destinado a rescatar a la Pregunta y sus compañeros, que habían decidido huir de la ciudad. Shiva explica que aunque la Pregunta y sus amigos querían irse, ahora es un lugar apropiado para que ella continúe. La Pregunta y Shiva tienen un último intercambio antes de que él se vaya.

"Nunca sé qué decirte, Shiva. Me temo que si es algo malo, me destruirás."
"Ah. Entonces todavía no has entendido el gran secreto."
"¿Qué es?"
"No puedo destruirte a menos que me lo permitas."

-de The Question #36, de Denny O'Neil

#### Después de Hub City
Shiva continúa trabajando como mercenario por dinero, por el desafío, y para perfeccionar sus habilidades. Al final, ella se cruza con la Liga de Asesinos, y su líder, Ra's al Ghul, y comienza una asociación de a ratos con ellos. Aunque ha mantenido estrechas relaciones con la Liga, a veces trabaja en contra de sus intereses, como se ha visto durante Batman: Legacy.
Mientras entrenaba a los futuros asesinos, mercenarios y terroristas en el Líbano destrozado por la guerra, se le acerca Jason Todd, el segundo Robin, y su tutor, Batman, actuando sobre el rumor de que se había asociado con el padre de Todd, y especulando que ella podría ser su madre.
Ansiosa por enfrentarse finalmente a Batman sin interrupciones, Shiva noquea a Robin y desafía al Caballero Oscuro. Subestimando inicialmente a Shiva, Batman pronto descubre que sus habilidades son tales que le podría matar, y comienza a luchar en serio. Se necesita la intervención de Robin para dejar a Shiva inconsciente y someterla a interrogatorio. A la pregunta de si ella era la madre de Jason, Shiva se ríe sarcásticamente afirmando haber sembrado decenas de bebés en todo el mundo. Cuando Batman le dosifica con pentotal sódico, Shiva afirma no tener hijos, confirmando que Jason no es su hijo. Batman la deja en el desierto, razonando que ella no tardaría en liberarse de sus ataduras. Shiva le advierte que volverían a encontrarse, a lo que Batman simplemente responde, "Es una pena."
Más tarde, Shiva comienza a rastrear a los que se refieren a sí mismos como Shihan, "Maestro," o cualquier otro título que proclame dominio de una forma de artes marciales. Ella aprendería lo que pudo de ellos y, dependiendo de su habilidad y capricho personal, los mata cuando ya no les servía de nada.

### Enseñarle a un pajarito
En la búsqueda avanzada de su arte, Shiva rastrea las derrotas de maestros de artes marciales, con el fin de descubrir nuevas técnicas. De esta manera, desarrolla un interés en la derrota de Koroshi, maestro en el arte del combate con manos vacías. Sin conseguir información del propio Koroshi, empieza a buscar al Rey Serpiente, el hombre rumoreado que le ha derrotado. Durante su búsqueda, se encuentra con Tim Drake, que está combatiendo la organización criminal de Rey Serpiente, los Dragones Fantasma, como parte de su entrenamiento para convertirse en el tercer Robin.
Shiva ve potencial en Drake, y lo toma como alumno. Como extra, le ofrece a entrenarlo en un arma, y ??él elige el bastón bo. Shiva menciona irónicamente que no es un arma letal, y Drake explica que esa es la razón por la que lo había elegido. Al final de su formación, derrota a Shiva en un combate de entrenamiento con el bo, y ella le da un bastón bo plegable.
Con el tiempo, descubren que los Dragones Fantasma están creando una peste virulenta. Robin, Shiva, y un aliado Clyde Rawlins intentan evitar que la liberen, pero los Dragones escapan con unos bidones. Después de rastrearlos hasta Hong Kong, finalmente derrotan al Rey Serpiente, aunque Rawlins muere en el intento y Shiva principalmente presencia el proceso. Mientras el Rey Serpiente se cuelga peligrosamente en la cornisa de un edificio, Shiva le ordena a Robin matarlo para indicar su "graduación" y convertirse en su "arma". Robin se niega y se va. Shiva entonces lanza al Rey Serpiente de la cornisa ella misma, aunque él sobrevive a la caída.

### Involucrándose con Gotham
Después de que Bane rompe la espalda de Batman, Batman busca entrenamiento de Shiva para ayudarle a recuperar sus habilidades y su espíritu de lucha (véase Batman: Knightfall). Aunque ella lo considera indigno de sus esfuerzos, diseña un régimen de entrenamiento, por respeto a lo que había sido antes de sus lesiones. Como parte de esta formación, Shiva mata al Maestro sin Brazos, un sensei notable por entrenar a Catwoman, mientras llevaba una máscara de tengu, asegurándose de que su muerte era testificada y transmitida a sus mejores estudiantes. Shiva luego hace que Batman se ponga la máscara mientras realiza misiones de entrenamiento. Luego es emboscado por los estudiantes del maestro, que lo confunden con el "guerrero de la Máscara de Tengu." Él derrota a todos ellos a su vez, pero Shiva trata de completar la formación de Batman al manipularlo para que mate a un oponente usando su Golpe de Leopardo fatal. Batman simplemente finge utilizar la maniobra en un atacante para engañarla haciéndole creer que utilizó fuerza letal. Shiva descubre más adelante la verdad, pero no busca venganza.
Más tarde, ella ayuda a Batman a luchar con Ra's al Ghul y su Liga de Asesinos, incluyendo a Bane, cuando Ghul intenta liberar un virus mortal llamado Golfo de Ébola A que hubiera matado la mitad de la población mundial (véase Batman: Legacy). El rastro conduce a Batman a Calcuta, India. Ya que su conocimiento de la ciudad es limitado, Oráculo contacta a Shiva, que acepta ayudar a Batman. Juntos derrotan a los hombres de Ghul y evitan que el virus sea liberado.
Shiva más tarde viaja a una base militar en Transbelvia para combatir a una joven rebelde política y artista marcial llamada Dava Sbörsc, que se especializa en "técnicas de un solo golpe" invencibles y desea aprender el Golpe de Leopardo de Shiva. En cambio, el amigo de Dava, su antiguo alumno Tim Drake, en su identidad como Robin, salta en la refriega en su lugar. Colmado de supervelocidad por una droga que Dava le dio, e inusitado a sus efectos, Robin utiliza involuntariamente la fuerza letal, matando a Shiva en la batalla. Él le administra rápidamente RCP, y revive a Shiva y la dosifica con la droga. Mejorada de este modo, ella mata a los soldados que atacan mientras Robin y Dava hacen su escape, desapareciendo inmediatamente después.
Durante el arco argumental No Man's Land, Shiva lucha en la Hermandad del torneo de artes marciales del Puño del Mono bajo el alias "Mono de Papel". En una batalla reñida final, ella lucha y derrota a Connor Hawke, la Flecha Verde. Como pago por haberle salvado la vida, Robin le pide que perdone a Connor. Ella cede, advirtiéndole a Robin que este uso de su favor significa que ella lo desafiaría y lo mataría cuando sea mayor.
Con los años, Shiva acumula grupos de seguidores que la adoran como una encarnación de Shivá, la representación hindú del señor de la destrucción. Ella les presta poca atención, en ocasiones usándolos como lacayos o matándolos cuando le conviene a sus caprichos. Algunos de sus seguidores incluso han creado templos para honrar sus victorias, uno de ellos en Gotham, que ella luego destruye.

### Shiva y Batgirl
A los 8 años, la hija de Shiva, Cassandra, huye de David Cain, horrorizada después de matar a un hombre con sus propias manos en su primer asesinato. A continuación vaga por el mundo como una muda, y, en busca de redención, se encuentra en Gotham City durante los sucesos de No Man's Land. Al ver promesa en Cassandra, Batman y la ex Batgirl, Barbara Gordon, le dan a Cassandra sus bendiciones para tomar el manto de Batgirl.
Con el tiempo, las habilidades de Batgirl atraen la atención de Shiva. Sin decirle de su relación, Shiva desafía a Batgirl a una batalla a muerte. Para decepción de Shiva, ella derrota a Batgirl profundamente. La fluidez del lenguaje corporal de Batgirl es recién afectado por la inculcación forzosa de la capacidad de hablar de un telépata. Queriendo luchar contra Batgirl hasta su máximo, Shiva perdona su vida, y se compromete a capacitarla sobre la condición de que tengan una revancha en un año. El secreto para ser invencible, explica Shiva, es no temer a la muerte, incluso de buscarla. Bajo el cuidado de Shiva, Batgirl pronto recobra sus habilidades.
Shiva reaparece para luchar contra Batgirl en el Foro de Los Doce Césares, y la mata en combate. Dándose cuenta de que Batgirl no le había dado todo, Shiva la revive. Batgirl admite albergar un deseo de muerte desde que Cain la obligó por primera vez a matar; su capacidad de leer perfectamente la agonía de su víctima la había traumado profundamente.  Habiendo superado su deseo de muerte, Batgirl lucha con Shiva de nuevo, rompiendo su espada. En medio de la batalla, Batgirl acusa a Shiva de tener un deseo de muerte, solo viajando y luchando en busca de su propia muerte. Así Batgirl derrota a Shiva.

### Un nuevo Sensei
En la serie de Gail Simone, Birds of Prey, durante una cacería conjunta con Canario Negro del asesino de un sensei compartido y amado-un sensei que Shiva respetó tanto que ha prometido nunca usar nada de lo que le enseñó en una pelea en la que su objetivo era la muerte de su oponente-, Shiva es derrotada y secuestrada por la supervillana Cheshire. Cheshire ata, amordaza y encierra a Shiva en el maletero de un coche cableado con explosivos, a fin de utilizar un cadáver carbonizado en un plan para fingir su muerte y huir del país después de asesinar a un senador. Por suerte, Shiva se salva cuando Catwoman la descubre. Después Cheshire confiesa haber asesinado a su sensei, Canario Negro la tira de un golpe de un helicóptero (usando el Puñetazo deTed Grant) para evitar que Shiva la mate en una rabia vengativa. Posteriormente Shiva ofrece compartir sus conocimientos con Canario Negro, que toma su oferta en consideración.
Cassandra comienza a sospechar que Shiva es su madre, pero no puede conseguir que lo admita Cain. Ella se embarca en una búsqueda de Shiva, encontrándola finalmente como la nueva sensei de la Liga de Asesinos bajo el liderazgo de Nyssa Raatko, la hija mayor de Ra's al Ghul. En la batalla, Cassandra sacrifica su vida para salvar a la exmiembro de la Liga Tigris de un ataque de su propio predecesor experimental sin éxito, Perro Loco. Shiva decide resucitar a Cassandra en una Fosa de Lázaro para revelar la verdad de su herencia, y luchar contra ella una vez más.
Al revivirla, Shiva admite que la razón por la que accedió a dar a luz fue que esperaba que su hijo sería el que la mataría. En una batalla igualada, Cassandra rompe el cuello de Shiva, paralizándola. Ella parece dispuesta a colocar a Shiva en la Fosa de Lázaro, pero Shiva le suplica que no lo hiciera. En respuesta, Cassandra empala a Shiva en un gancho colgando sobre la fosa, aparentemente matándola. Aunque la intención de Cassandra con respecto a esta acción queda ambigua, ya sea para matarla o dejarla caer en la fosa y ser revivida, se ha confirmado que Shiva está viva en One Year Later. Cassandra luego abandona la identidad de Batgirl y regresa a su vida como trotamundos.
Durante la historia Infinite Crisis, Más tarde aparece como miembro de la Sociedad de Alexander Luthor, Jr..

### "Un año después"
En la historia de 2006 "One Year Later", habiendo cambiado de lugar con Canario Negro con el fin de permitirles experimentar las experiencias de la vida de la otra, Shiva se une equipo encubierto de agentes femeninos de Oráculo conocido como Birds of Prey (con Canario esperando que pasar tiempo con ellas ablandaría a Shiva), utilizando el nombre de "Canario de Jade". Shiva permanece inalterada, sin embargo. Oráculo de forma casi seria se refiere a Shiva como sociópata, y se niega a llamar a Shiva por el título de Canario de Jade, a pesar de que Shiva (como parte del acuerdo con Canario) ha estado usando las botas y las medias de red características de Canario Negro (aunque ella odia llevarlas).
Shiva continúa realizando trabajos en solitario, y visita a Robin para que le ayude (para gran disgusto de Robin) a descubrir la verdad detrás de la reciente desaparición de Batgirl y los recientes disturbios dentro de la Liga de Asesinos. Ella se niega a permitir que ella misma o el equipo de Oráculo queden involucrados, y en su lugar confía en su antiguo alumno para manejar la situación. Parece que ella no tiene ninguna mala intención contra Cassandra como ella le informa a Tim que espera que su hija esté bien.
Durante una reciente misión, el equipo de Oráculo se enfrenta al villano Prometheus, cuyo casco le permite copiar las habilidades de 30 de los más grandes artistas marciales del mundo, incluyendo Shiva misma. Esto le había permitido una victoria contra Batman en el pasado. Shiva cree que sus archivos de ella estarían fuera de fecha, y que sería capaz de derrotar a su "viejo yo". Ella parece no preocuparse por las habilidades de los otros 29 combatientes, y aparentemente decide atacar a Prometheus de frente. Prometheus, sin embargo, tiene más archivos hasta la fecha de lo que sospechaba Shiva, y en tres segundos la golpea contra el suelo. Después de esta derrota, Shiva desaparece, dejando un mensaje para Canario Negro: "Dile al Canario que le dejó ir."
Despojada de su oportunidad de moldear a Canario Negro a su propia imagen, y despojada de Sin, la joven que seguía en la línea como su sucesora, Shiva es vista por última vez hablando con Bethany Thorne, hija del fallecido Crime Doctor. Parece que ella tiene la esperanza una vez más de entrenar a un nuevo heredero en el arte de la forma letal de las artes marciales.
Aun así, aunque Shiva ya no es miembro activo de las Birds of Prey, ella sigue siendo protectora de sus excompañeras. Tal es el caso cuando las Birds of Prey están siendo amenazadas por Spy Smasher, que intenta quitarle el control a Oráculo. Después de una misión en Rusia, Oráculo y Spy Smasher luchan entre sí por el control del equipo. Aunque Oráculo es incapaz de usar sus piernas, sale victoriosa, aunque Spy Smasher intenta dar marcha atrás en su acuerdo. Desafortunadamente, es confrontada afuera por todos y cada agente vivo de Birds of Prey que Oráculo ha reclutado, que le advierten contra cada vez que van de nuevo tras Oráculo; Lady Shiva está entre ellos. Cuando Barbara le pregunta a las otras quién llamó a Shiva, nadie responde.

### "La noche más negra"
Durante los sucesos de "La noche más negra", Shiva rastrea a Renee Montoya, la nueva Pregunta, y le dice que pretende probarla en batalla. Las dos mujeres comienzan su duelo, solo para ser interrumpidas cuando Victor Sage, ahora un Linterna Negra reanimado, llega a la escena y las ataca. Usando sus nuevas habilidades sobrenaturales, Sage derrota sin esfuerzo a Shiva y trata de matarla al arrancarle su corazón. Sin embargo, Shiva se da cuenta de que los Linternas Negras se alimentan de las emociones humanas, y se corta a sí misma de todo sentimiento a través del uso de la meditación, volviéndose invisible para Sage. Después de que las otras en la escena hacen lo mismo, Victor se aleja enfadado.

### "El día más brillante"
Durante los sucesos del crossover "El día más brillante", una nueva artista marcial conocida como Canario Blanco llega a Gotham y fija un plan en marcha para arruinar la vida de Canario Negro al culparla por el asesinato de un terrorista europeo. Cuando Canario Negro encuentra por primera vez a Canario Blanco, reflexiona que la villana puede ser Shiva disfrazada. pero más tarde Canario Blanco enfrenta a Canario Negro contra Lady Shiva en un encuentro moralmente obligado a muerte después de romper la muñeca de Canario Negro, garantizando así que la matarían. Ambas partes aceptan porque Canario Blanco pende la vida de Sin, la hija adoptiva de Canario Negro, como su carnada. Sin embargo, La Cazadora desafía a Shiva en su lugar e incluso logra noquearla, para sorpresa de todos, incluso después de recibir muchos golpes. El encuentro de la muerte se detiene cuando Canario Negro rescata a Sin ella misma y destaca un tecnicismo, no necesitan continuar la batalla a muerte de inmediato y pueden retomarlo en cualquier momento en el futuro.

### The New 52
En The New 52 (un reinicio del universo de DC Comics), Lady Shiva aparece en Nightwing #0. Después de que vence a Batman, Dick Grayson la combate en su debut como Robin con un traje compuesto por partes de Battrajes de repuesto. Lady Shiva lo derrota fácilmente y le anima a dejar de vivir en la sombra de Batman. En la edición #13, regresa a Gotham City varios años después de matar a otro objetivo y Dick Grayson como Nightwing se dispone a detenerla.
Más tarde se reveló que es un miembro de la Liga de Asesinos que le enseñó a Red Hood, junto con Bronze Tiger. Ella lucha junto a Bronze Tiger, Cheshire, y December Graystone, Rictus, y Red Hood como el sin título infiltrado en la ciudad secreta de la Liga de Asesinos.

## Poderes y habilidades
Lady Shiva no tiene superpoderes, pero es considerada como una de las mejores asesinas y artistas marciales en el planeta. Ella es conocida por haber aprendido y dominado numerosas artes marciales, incluyendo las olvidadas hace tiempo. Ella es capaz de leer los movimientos de las personas a través de su lenguaje corporal, prediciendo sus movimientos de antemano. Ella le enseñó el truco a su hija Cassandra Cain. Es capaz de mantener su posición ante varios oponentes. Ella es vista comúnmente como la artista marcial más importante del mundo, tan poderosa como Richard Dragon y Batman. Batman, quien también es considerado como uno de los mejores artistas marciales, declaró que "ella puede muy bien ser la mejor luchadora con vida." Sin embargo, numerosos artistas marciales se han enfrentado a ella o incluso la derrotaron. Cassandra Cain y Batman son los únicos artistas marciales en derrotar a Shiva en combate singular, pero otros, como Connor Hawke, el Rey Serpiente, Nightwing y Canario Negro han sobrevivido duelos con Shiva.
Aunque está dispuesta a matar, y en una ocasión trató de manipular a Batman a una posición en la que tendría que matar con el fin de hacerlo un oponente digno en el futuro, Shiva ha mostrado un cierto sentido del honor, ayudando a Batman a entrenar al tercer Robin en combate y ayudando a Batman a recuperar sus habilidades después de haber sido herido por Bane. También se ha observado que tiene un poco de respeto por sus antiguos maestros, y cuando ella y Canario Negro se enteraron de que habían estudiado las dos con el Sensei Otomo, Shiva señaló que, por respeto a la preferencia de Otomo de no matar a sus oponentes, nunca utiliza las habilidades que él le enseñó en peleas donde su objetivo es la muerte de sus enemigos.

## En otros medios

### Televisión

#### Acción en vivo
- Lady Shiva aparece en la serie de televisión Birds of Prey en el episodio "Lady Shiva" interpretada por Sung-Hi Lee. Aquí, ella está casi igualmente calificada como Barbara Gordon y la Cazadora. Ella es una némesis de Barbara Gordon de su carrera como Batgirl. En su identidad civil,  es una antigua compañera de colegio de Helena Kyle. A diferencia de su homólogo de cómic, ella es retratada como una ladrona vulgar, sin vínculos con ninguna organización conocida, y lleva una máscara. Ella busca venganza contra Batgirl por la muerte accidental de su hermana de 15 años de edad, muerta cuando Batgirl intentó detener a Shiva.[14]
- De acuerdo con la estrella invitada recurrente de Arrow, Katrina Law en Dragoncon, ella creía que fue una audición para Lady Shiva antes de ser elegida como Nyssa al Ghul.[15]
- Lady Shiva iba a aparecer en la quinta y última temporada de la serie Gotham, pero esto nunca llegó.[16] Originalmente, se suponía que Shiva aparecía en el episodio final de la cuarta temporada, "No Man's Land", en una escena en la que se la ve peleando con tres matones en Gotham Chinatown.[17]

#### Animación
- Lady Shiva aparece en Beware the Batman[18] con la voz de Finola Hughes. Ella aparece como un miembro de élite de la Liga de Asesinos. En "La caja fuerte", Lady Shiva envía a Mono de Plata para capturar al Dr. Jason Burr para que puedan obtener el Ion Cortex. Tras el fallo de la misión, Lady Shiva descubre de Mono de Plata que Katana fingió su muerte y estaba ayudando a defender a Burr. Lady Shiva afirma que van a obtener el Ion Cortex de otra forma y que Katana es ahora el premio mayor de la Liga de Asesinos. En "La familia", Lady Shiva aparece en persona en el Club Argos donde frustra plan de Mono de Plata para usurpar su posición dentro de la Liga. Lady Shiva utiliza la Espada Robaalmas para robar el alma de Bethanie Ravencroft (quien dijo que no estaba trabajando contra ella) y Lady Shiva anuncia que ella tiene otros planes para hacer frente a Mono de Plata. Lady Shiva entonces lucha con Batman y Katana en un duelo, pero escapa y deja a sus ninja para tratar con ellos. En "El sacrificio," Lady Shiva se entera de que un paquete vinculado a la Liga de Asesinos fue robado por Anarquía. Anarquía hace un trato con Lady Shiva donde recuperará su paquete a cambio de un pequeño favor. Lady Shiva lleva a los ninjas de la Liga de Asesinos a la supuesta ubicación del paquete en el Centro de Investigación de Contagios de Gotham. Batman y Katana llegan donde Lady Shiva desata a sus ninjas de la Liga de Asesinos y luego lucha con Batman y Katana mientras tratan de impedir que libere un virus sin saberlo. Cuando un ninja de la Liga de Asesinos sin saberlo libera un frasco de Calibosix (un virus de mutación de células), Lady Shiva se va como dos de sus ninjas se infectan. Batman, Katana, y Lady Shiva debían trabajar juntos para evadir a los ninjas infectados mientras Anarquía se burla de ellos desde su guarida. Como Batman intenta sacarlos, Lady Shiva afirma que Batman es más que un héroe y que Katana es solo una asesina como ella. Batman, Katana, y Lady Shiva entonces suben al nivel 1, mientras que evaden a los ninjas infectados. Mientras Katana le consigue algo de tiempo a Batman y Katana para escapar, Lady Shiva termina atacando a Batman como se activa el Protocolo de Violación del edificio. Batman derrota a Lady Shiva y la esposa a la tubería. En el momento en que Katana se cura con el suero, Lady Shiva ya ha escapado. Cuando Lady Shiva regresa a su guarida, encuentra el paquete con una nota de Anarquía como se muestra que el paquete contiene el cuerpo de Ra's al Ghul. En "Instinto", Jason Burr (que todavía tiene algo del control de Cifra en él) le dice a Lady Shiva que el Ion Cortex pronto pertenecerá a la Liga de Asesinos. Lady Shiva entonces termina por "dar la bienvenida" a Jason a la Liga de Asesinos.
- Lady Shiva aparece en Young Justice: Outsiders, con la voz de Gwendoline Yeo. Ella es la ejecutora actual de la Luz, así como un miembro de la Liga de las Sombras. Ella le ofreció un lugar en la Liga de las Sombras al Amo del Océano, pero él se negó. En respuesta, ella lo decapitó y frustró su plan de matar a las familias de la Liga de la Justicia para evitar que interfiriera en los planes de la Luz.

### Películas
- Lady Shiva aparece en la película animada directa a vídeo Superman/Batman: Public Enemies, con la voz de Rachael MacFarlane. Ella es uno de los villanos que tratan de reclamar la recompensa por Superman y Batman. Ella no tiene diálogo (es sometida al control mental de Gorilla Grodd) y solo hace ruidos vocales, y su papel está totalmente sin cambios respecto al cómic en el que ella lucha con Batman brevemente antes de que él la deja inconsciente.
- Lady Shiva fue mencionada en Batman y Harley Quinn, cuando Batman visita a Sarge Steel en A.R.G.U.S., donde Sarge agradece a Batman por ayudarlos a lidiar con la Liga de Asesinos, antes de hacer un comentario astuto sobre Lady Shiva.
- Lady Shiva aparece en la película animada Batman: Hush, con la voz de Sachie Alessio. Ella tiene un papel menor. Ella vino a advertirle a Batman que una persona desconocida ha venido en busca de las habilidades rejuvenecedoras y devolvedoras de la vida del antiguo Lazarus Pit.
- Lady Shiva aparece en la película animada Justice League Dark: Apokolips War, con Sachie Alessio retomando su papel. Se muestra que se convirtió en la mano derecha de Damian Wayne en la Liga de las Sombras tras el asalto de Darkseid a la Tierra. Más tarde ayuda al grupo de Clark Kent a atravesar el edificio LexCorp para acceder a una puerta de Boom Tube y teletransportarse a Apokolips. Durante el tiroteo en el edificio, Shiva recibe un disparo en la cabeza y es asesinada por un guardia. Damian presenta sus últimos respetos a su camarada caída antes de pasar a la misión.
- Lady Shiva aparecerá en la película animada Batman: Soul of the Dragon con la voz de Kelly Hu, retomando su papel de Batman: Arkham Origins.[19]

### Videojuegos
- Lady Shiva aparece en el videojuego DC Universe Online, con la voz de D.B. Cooper

- Lady Shiva aparece en la versión portátil de Lego Batman 2: DC Super Heroes como un personaje jugable

- Lady Shiva aparece en Batman: Arkham Origins, con la voz de Kelly Hu. Ella es uno de los ocho asesinos contratados para matar a Batman por Máscara Negra, más tarde se reveló que es un Joker enmascarado. Con el fin de "probar" a Batman, ella secuestra a dos agentes de policía corruptos, matando a uno y dejando al otro para ser rescatado. Después de que Batman rescata al agente, Shiva lo enfrenta y luchan, con Batman emergiendo como el vencedor. Declarando que es digno de vivir, Shiva le permite continuar sus esfuerzos para proteger a Gotham, pero insiste en que pronto aprenderá que la ciudad está más allá de salvarse y merece la destrucción (implicando en gran medida que actualmente está afiliada a la Liga de Asesinos), para que pueda resurgir de las cenizas (similar al mensaje entregado a Batman por Azrael en Arkham City). Antes de desaparecer, Lady Shiva afirma que las habilidades de Batman la impresionarían ""cuando se entera de eso. Se revela en los archivos de extorsión recopilados por Edward Nigma que ella, al igual que su maestro, es consciente de la adicción de Bane a Venom y su deseo de romperla. También se acerca a Quincy Sharp con una oferta de ayuda. en sus ambiciones políticas, si vuelve a abrir el abandonado Arkham Asylum, pone en marcha eventos que conducirían a la construcción de Arkham City. Lady Shiva también aparece en el contenido descargable de "Iniciación" como el oponente final que Kirigi desata sobre Bruce Wayne.

- Lady Shiva aparece como un personaje jugable en Lego DC Super-Villains.

### Serie Web
- Una versión heroica de Lady Shiva aparece en la serie web DC Super Hero Girls, con la voz de Tania Gunadi.

### Misceláneos
- Lady Shiva tuvo voz de Lorelei King en el audio-libro de 1994 Batman: Knightfall.

## Recepción
En 2011, UGO Networks presentó a Lady Shiva en su lista de las 25 Chicas Ninjas Candentes: "Ella es el tipo de mujer que hace que sea obvio por qué Bruce Wayne nunca encontró el amor - su tipo es muy capaz de patearle el culo." Ella era # 8 en la lista de 10 Mejores Ninjas ficticios por Fandomania por ser "una de las artistas marciales más mortales en el universo de DC Comics".